# Ворсянка волосистая
Ворсянка волосистая (лат. Dipsacus pilosus) — вид двулетнего цветкового растения семейства Жимолостные (Caprifoliaceae). 

## Ботаническое описание
Двулетник. 
Стебель бороздчато-гранистый, до 1,5 м высотой; листья эллиптические, яйцевидные, свободные, черешковые; цветки желтовато-белые; головка шаровидная, до 17 см в диаметре. 
Цветочные головки шаровидные, состоящие из белых цветков с фиолетовыми пыльниками и пушистыми шипами.
Цветение с июля по сентябрь.
Предпочитает влажные известковые почвы, особенно по опушкам леса и полянам, но также встречается вдоль живых изгородей и по берегам ручьёв и рек. Хотя семена часто встречаются среди высокой растительности, для прорастания их необходимо беспокоить. Поэтому для его сохранения требуется среда обитания, которую следует время от времени контролировать.
Семена лучше всего прорастают осенью.